# Flettmar
Flettmar is een plaats in de Duitse gemeente Müden (Aller), deelstaat Nedersaksen, en telt 1055 inwoners (2007).